# Laura Wohnen kreativ
Laura Wohnen kreativ ist eine monatlich erscheinende Wohnzeitschrift, die von der Bauer Media Group herausgegeben wird.  Redaktionssitz ist München.

## Inhalt und Schwerpunkte
Laura Wohnen kreativ ist eine Schwesterzeitschrift der Frauenillustrierten Laura und soll vor allem junge, moderne Frauen ansprechen. Der inhaltliche Schwerpunkt liegt auf Einrichtungs- und Gestaltungsvorschlägen zum Thema Wohnen.

## Auflage und Verbreitung
Die Zeitschrift hat laut IVW 4/2024 eine verbreitete Auflage von  Exemplaren und erreicht damit rund 190.000 Leser (Stand: MA15 P1).